# 1891 no Brasil
Esta é uma cronologia dos acontecimentos do ano 1891 no Brasil.

## Incumbentes
- Presidente do Brasil - Manuel Deodoro da Fonseca (15 de novembro de 1889 – 23 de novembro de 1891)
- Presidente do Brasil - Floriano Peixoto (23 de novembro de 1891 – 15 de novembro de 1894)

## Eventos
- 11 de janeiro - Embarca para Pernambuco no Vapor Pernambuco o governador do Ceará Luiz Antônio Ferraz, acometido por doença grave.[1]
- 22 de janeiro - Assume como 2º governador do Ceará o Major Benjamin Liberato Barroso.[1]
- 14 de fevereiro - Decreto nº 1.362 do ministro da Fazenda Alencar Araripe. Estopim do crash da Bolsa de Valores, conhecido como a Bolha do Encilhamento.
- 24 de fevereiro - A primeira Constituição republicana do Brasil é promulgada pela Assembleia Nacional Constituinte.[2][3][4]
- 25 de fevereiro - Marechal Deodoro da Fonseca é eleito presidente do Brasil na primeira eleição presidencial.[5][6]
- 3 de novembro - um dos últimos atos políticos do Marechal Deodoro da Fonseca, quando aplica o chamado Golpe de Três de Novembro, dissolvendo o legislativo e instaurava o estado de sítio no Brasil.[7]
- 23 de novembro
  - Marechal Deodoro da Fonseca renuncia ao cargo de presidente do Brasil.
  - Vice-presidente Floriano Peixoto torna-se o segundo presidente do Brasil.
- 8 de dezembro: A Avenida Paulista é inaugurada na cidade de São Paulo.

## Nascimentos
- 4 de janeiro - Manuel Dias de Abreu, médico, cientista e inventor (m. 1962).
- 21 de julho - Lasar Segall, pintor brasileiro de origem lituana (m. 1957).
- 23 de agosto - Luís Inácio de Anhaia Melo, arquiteto e político (m. 2007).
- 16 de novembro - Abel Pêra, ator (m. 1975).
- 24 de dezembro - Elmano Cardim, jornalista (m. 1979).

## Mortes
- 17 de janeiro - Abílio César Borges, educador brasileiro (n. 1824).
- 22 de janeiro - Benjamin Constant Botelho de Magalhães, militar e estadista (n. 1833).
- 7 de fevereiro - Hermes Ernesto da Fonseca, militar e político (n. 1824).
- 10 de fevereiro - Luiz Antônio Ferraz, militar e político (n. 1833).[1]
- 20 de março - Dom Antônio de Macedo Costa, bispo (n. 1830).
- 5 de dezembro - Pedro II, imperador do Brasil (n. 1825).